# 希恩多里亚
希恩多里亚（Hindoria），是印度中央邦Damoh县的一个城镇。总人口14426（2001年）。

## 人口
该地2001年总人口14426人，其中男性7476人，女性6950人；0—6岁人口2423人，其中男1219人，女1204人；识字率59.86%，其中男性为71.43%，女性为47.41%。